# ويالوسينغ (ويسكونسن)
ويالوسينغ (بالإنجليزية: Wyalusing, Wisconsin)‏ هي بلدة تقع بولاية ويسكونسن في الولايات المتحدة. تبلغ مساحتها 110.2 (كم²)، وترتفع عن سطح البحر 283 م، بلغ عدد سكانها 370 نسمة في عام 2000 حسب إحصاء مكتب تعداد الولايات المتحدة وتصل الكثافة السكانية فيها 3.6 نسمة/كم2.

## وصلات خارجية
- The US50 - Cities and Towns in Wisconsin State
- Wisconsin Cities and Towns, Facts, Map, Flag, Colleges, Government, and More